# La Sequera de Haza
La Sequera de Haza – gmina w Hiszpanii, w prowincji Burgos, w Kastylii i León, o powierzchni 6,84 km². W 2011 roku gmina liczyła 44 mieszkańców.